# Zenothemis
Zenothemis (II wiek p.n.e.) – grecki uczony, mineralog, autor dzieła (najprawdopodobniej poematu) o kamieniach, oraz innego, nieznanego pt. Periplus.